# خنج (قائنات)
خنج روستایی در دهستان کرغند بخش نیمبلوک شهرستان قائنات استان خراسان جنوبی ایران است. بر پایه سرشماری عمومی نفوس و مسکن در سال ۱۳۹۰ جمعیت این روستا ۲۱۳ نفر (در ۶۹ خانوار) بوده‌است.